# まち・ひと・しごと創生本部
まち・ひと・しごと創生本部（まち・ひと・しごとそうせいほんぶ）は、日本の内閣に設置されている組織である。2014年（平成26年）9月3日、第2次安倍改造内閣の発足当日の閣議決定により設置され、同年11月28日にまち・ひと・しごと創生法が公布・施行したことにより、同年12月2日からは内閣に設置される法定の組織となった。
同本部は、日本の急速な少子高齢化の進展に的確に対応し、人口減少に歯止めをかけ、首都圏への人口集中（東京一極集中）を是正し、地域におけるワーク・ライフ・バランスを確保して、将来にわたって活力ある日本社会を維持していくために「まち・ひと・しごと創生総合戦略」を策定し実施する。
本部長は内閣総理大臣が、副本部長は内閣府特命担当大臣（地方創生）兼まち・ひと・しごと創生担当大臣と内閣官房長官が、本部員は全ての国務大臣が担う。事務は内閣官房が所掌し、内閣官房副長官補が掌理する。2015年には地域活性化統合事務局が廃止されるとともに、新たに次官級の地方創生総括官が設置された。

## 事務局
- 事務局長
  - 内閣官房副長官（事務担当）
- 事務局長代行
  - 内閣官房副長官補（内政担当）
- 事務局長代理
  - 3名